# Selaginella pruskiana
Selaginella pruskiana är en mosslummerväxtart som beskrevs av Valdespino. Selaginella pruskiana ingår i släktet mosslumrar, och familjen mosslummerväxter. Inga underarter finns listade i Catalogue of Life.